# Поляков, Пётр Семёнович
Пётр Семёнович Поляков (25 июня 1901 года, деревня Грязноки, Воротышенская волость, Духовщинский уезд, Смоленская губерния, ныне Третьяковское сельское поселение, Духовщинский район, Смоленская область — 27 августа 1948 года, Москва) — советский военный деятель, генерал-майор (3 июня 1944 года).

## Начальная биография
Пётр Семёнович Поляков родился 25 июня 1901 года в деревне Грязноки Третьяковского сельского поселения Духовщинского района Смоленской области.

## Военная служба

### Гражданская война
В июле 1920 года был призван в ряды РККА и направлен в 15-й запасной полк, дислоцированный в Можайске, а с сентября 1920 по февраль 1921 года учился на 1-х Московских пехотных курсах. С октября 1920 года курсантом в составе курсантской дивизии принимал участие в боевых действиях на Южном фронте против войск под командованием генерала П. Н. Врангеля.

### Межвоенное время
В феврале 1921 года был направлен на учёбу на 77-е пехотные курсы, дислоцированные в городе Сумы, после окончания которых с октября 1922 года служил в 14-й стрелковой дивизии на должностях отделенного командира, командира взвода и батареи 42-го стрелкового полка, дислоцированного в Москве, а с января 1925 года — на должностях командира взвода и помощника командира батареи 14-го артиллерийского полка, дислоцированного в городах Шуя и Иваново-Вознесенск.
В 1926 году вступил в ряды ВКП(б), а в мае 1927 года выдержал экстерном экзамен за нормальную артиллерийскую школу при 2-й артиллерийской школе, после чего был назначен на должность командира батареи 14-го артиллерийского полка. С января по апрель 1928 года проходил обучение на курсах командиров батарей 3-го стрелкового корпуса, после чего вернулся на занимаемую должность.
С мая 1930 года служил помощником командира и исполняющим должность командира дивизиона, а в апреле 1931 года был назначен на должность командира дивизиона 55-го артиллерийского полка (55-я стрелковая дивизия), дислоцированного в Курске.
В июне 1932 года был направлен на учёбу в Военную академию имени М. В. Фрунзе, после окончания которой в июне 1936 года назначен на должность помощника начальника разведывательного отдела штаба Закавказского военного округа в Баку, в августе 1937 года — на должность заместителя начальника разведывательного отдела штаба Киевского военного округа, а 15 октября 1939 года — на должность начальника курсов военных переводчиков при разведывательном отделе того же военного округа.

### Великая Отечественная война
26 июня 1941 года подполковник Поляков назначен на должность начальника разведывательного отдела штаба 21-й армии, которая вскоре вела оборонительные наступательные боевые дейсткия на западном направлении в составе Западного, Центрального и Брянского фронтов, а также в ходе Смоленского сражения, во время которого 7 августа Поляков под городом Дорогобуж был контужен. С сентября 21-я армия принимала участие в оборонительных боевых действиях под Киевом, во время которых в районе города Пирятин и южнее города Сумы попала в окружение. 2 октября Поляков в составе группы Военного совета армии вышел из окружения в районе Ахтырки.
С декабря 1941 года находился в госпитале по болезни и после выздоровления в январе 1942 года был назначен на должность начальника штаба 114-й отдельной курсантской бригады, которая формировалась в Южно-Уральском военном округе. В апреле 1942 года бригада была передислоцирована на Калининский фронт, после чего вела наступательные боевые действия подо Ржевом. В конце июля полковник Поляков был назначен на должность заместителя командира 27-й гвардейской стрелковой дивизии, которая вела боевые действия в Сталинградской битве. За проявленную храбрость и умение управлять войсками награждён орденом Красного Знамени.
28 апреля 1943 года назначен на должность командира 112-й стрелковой дивизии, которая вскоре вела боевые действия в ходе Курской битвы.
В сентябре Поляков был назначен на должность начальника штаба 77-го стрелкового корпуса, который принимал участие в освобождении Левобережной Украины, а также в Киевской, Житомирско-Бердичевской, Ровно-Луцкой, Проскуровско-Черновицкой и Львовско-Сандомирской наступательных операциях и освобождении городов Овруч, Коростень, Новоград-Волынский, Луцк и других. С 29 марта по 2 апреля исполнял должность командира корпуса, который вёл наступательные боевые действия по направлению на Ковель. Вскоре корпус принимал участие в Варшавско-Познанской и Восточно-Померанской наступательных операциях.
В марте 1945 года был назначен на должность командира 82-й стрелковой дивизии, вскоре принимавшей участие в ходе боевых действий во время Берлинской наступательной операции, однако 26 апреля был назначен на должность командира 260-й стрелковой дивизии.

### Послевоенная карьера
После окончания войны находился на прежней должности командира дивизии, находившейся в составе Группы советских войск в Германии.
В июне 1946 года был назначен на должность заместителя командира 79-го стрелкового корпуса, а в феврале 1947 года — на должность начальника штаба 1-го гвардейского стрелкового корпуса (Московский военный округ), дислоцированного во Владимире.
В марте 1948 года генерал-майор Пётр Семёнович Поляков был направлен на лечение в Лефортовский военный госпиталь в Москве, где 27 августа 1948 года и умер. Гроб с его телом был привезён во Владимир и в сопровождении командования корпуса установлен в Доме офицеров. 

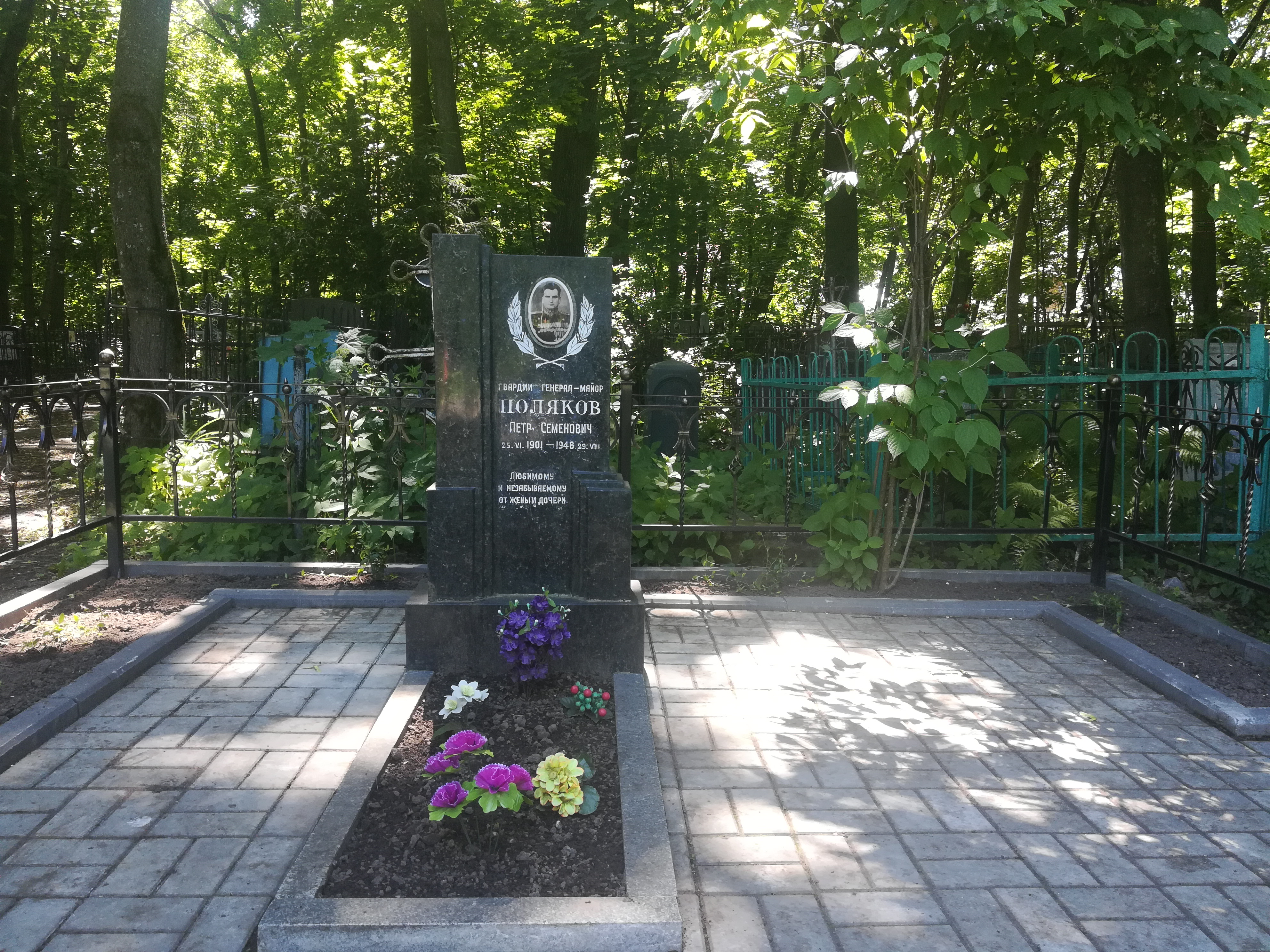
Могила генерала Полякова

Похороны состоялись 2 сентября на Князь-Владимирском кладбище.

## Награды
- Два ордена Ленина (29.05.1945[3], 06.11.1945[4])
- Три ордена Красного Знамени (30.03.1943[5], 03.10.1943[6], 03.11.1944[4])
- Орден Суворова 2 степени (29.05.1945)[7]
- Орден Отечественной войны 1 степени (14.01.1944)[8]
- Медали, в том числе:
  - «XX лет Рабоче-Крестьянской Красной Армии» (1938)
  - «За оборону Сталинграда» (1943)
  - «За победу над Германией в Великой Отечественной войне 1941—1945 гг.» (1945)
  - «За взятие Берлина» (1945)
  - «За освобождение Варшавы» (13.02.1946)[9]

Приказы (благодарности) Верховного Главнокомандующего, в которых отмечен П. С. Поляков
- За овладение городами Ратенов, Шпандау, Потсдам — важными узлами дорог и мощными опорными пунктами обороны немцев в Центральной Германии. 27 апреля 1945 года. № 347.